# Coppa del Brasile di rugby a 15 2009
La Coppa del Brasile di rugby 2009 è iniziata il 26 settembre e si è conclusa il 7 novembre con la vittoria del Belo Horizonte Rugby Clube.

## Squadre partecipanti
| Squadra                   | Città          | Stato             |
| ------------------------- | -------------- | ----------------- |
| Barbarians Universitários | San Paolo      | San Paolo         |
| BH Rugby                  | Belo Horizonte | Minas Gerais      |
| Federal                   | San Paolo      | San Paolo         |
| Indaiatuba                | Indaiatuba     | San Paolo         |
| San Diego                 | Porto Alegre   | Rio Grande do Sul |

## Risultati

### Preliminari
| San Paolo 26 settembre 2009 | Barbarians Universitários | 3 – 36 | Indaiatuba |  |

| San Paolo 3 ottobre 2009 | Federal | 19 – 37 | Barbarians Universitários |  |

| Indaiatuba 17 ottobre 2009 | Indaiatuba | 39 – 19 | Federal |  |

### Semifinali
| Belo Horizonte 31 ottobre 2009 | BH Rugby | 31 – 3 | Barbarians Universitários |  |

| Porto Alegre 31 ottobre 2009 | San Diego | 43 – 3 | Indaiatuba |  |

### Finale terzo posto
| Indaiatuba 7 novembre 2009 | Indaiatuba | 17 – 17 (d.t.s.) (calci piazzati 4-2) | Barbarians Universitários |  |

### Finale
| Indaiatuba 7 novembre 2009 | BH Rugby | 21 – 18 (d.t.s.) (18-18) | San Diego |  |

Il vincitore è ammesso allo spareggio per l'amissione al campionato brasiliano del 2010